# Toyota Etios
La Toyota Etios è una autovettura di prodotta dalla casa automobilistica giapponese Toyota dal 2010.

## Descrizione
La vettura, disponibile sia come berlina 3 volumi a quattro porte berlina e due volumi a cinque porte è stata realizzata dal costruttore nipponico per l'India (2010-2020), il Brasile (dal 2012), Indonesia (2013-2017), Sud Africa e Argentina. La versione berlina è stata lanciata nel dicembre 2010 e la versione hatchback (chiamata "Liva" in India e "Valco" in Indonesia) nel giugno 2011. È stata costruita sulla piattaforma EFC, derivata dalla piattaforma NBC. Il nome "Etios" deriva dalla parola greca "Ethos".
L'Etios ha subito nell'arco della sua carriera decennale svariati aggiornamenti, tra cui i principali a marzo 2013, a novembre 2014 e a settembre 2016. Non sono state apportate grosse variazioni al design in generale, ma sono state effettuate modifiche agli interni, al cruscotto e ai fanali posteriori.
La produzione indiana è stata interrotta nel marzo 2020, quando è entrato in vigore il Bharat Stage 6 ad aprile. Poiché Toyota non aveva alcun interesse ad aggiornare l'Etios per soddisfare i nuovi standard sulle emissioni, è stata sostituita dalla berlina Yaris XP150 e dalla berlina Glanza.